# Признаны погибшими
«Признаны погибшими» (англ. Confirmed Dead) — вторая серия четвёртого сезона американского телесериала «Остаться в живых». В этой серии мы видим по одному воспоминанию каждого спасателя, включая Наоми.

## Описание
В этом эпизоде впервые на экране появляются основные персонажи сериала — Майлз и Шарлотта, а также второстепенный персонаж Фрэнк. Актёрам, исполнявшим их роли, был выдан вымышленный сценарий во время прослушивания, чтобы избежать утечки информации о сюжете сериала. Исполнявшие роли Майлза и Шарлотты Кен Люн и Ребекка Мэйдер отличались от описания своих персонажей, но сценарий был изменён, чтобы лучше соответствовать актёрам.
Действие эпизода начинается 21 декабря 2004 года, через 91 день после катастрофы. Во время эпизода используются флешбеки, показывающие прибытие четырёх персонажей на остров. Большая часть действий эпизода показывает группу Джона Локка, который начинает понимать, почему Бен Лайнус боится незнакомцев.
Эпизод «Признаны погибшими» смотрело 17 миллионов жителей США. Эпизод получил в целом позитивные критические отзывы, в том числе, одобрение вызвало появление новых персонажей.

## Сюжет
Подводные аппараты находят на дне океана в районе Индонезии самолёт. СМИ сразу рассказывают о том, что это Ошеаник рейс 815.

### Воспоминания
Дэниел смотрит выпуск новостей у себя дома. Там показывают съёмки с подводного аппарата разбившегося самолёта с эмблемами авиакомпании Oceanic. Самолёт упал на дно океана, разломился на три части, в новостях говорят, что все погибли. Дэниел очень расстроен. Его успокаивает его сиделка. Позже он с другими спасателями летит в вертолёте. Вертолёт начинает падать. Его выпихивают наружу. Он раскрывает парашют, приземляется на острове и встречается с Джеком.
Майлз едет в машине. Он слушает новости, где говорится, что все 324 человека на рейсе Oceanic 815 признаны мёртвыми. Майлз приезжает в дом к женщине, внук которой был убит. Она попросила Майлза прогнать дух внука из комнаты. Взяв плату, Майлз пошёл наверх. Он включил шумный прибор и начал разговаривать с духом. Он спросил, где что-то лежит. Он отодвинул шкаф, взял пачку купюр и задвинул шкаф на место. После всего он вернул бабушке половину её платы.
В пустыне Туниса проходят раскопки. Шарлотта прибывает на место раскопок. Охранник пропустил её и переводчицу после того, как ему дали взятку. По костям определили, что найденное животное — белый медведь. Немного раскопав землю, Шарлотта нашла ошейник с эмблемой станции «Гидра».
Фрэнк смотрит новости. В них показывают подводные снимки самолёта рейса 815. Показывают кабину пилота, из неё торчит рука пилота — Сета Норриса. Фрэнк позвонил по горячей линии и сказал, что это не рука Сета Норриса, так как он знал Сета, и у него всегда было кольцо на руке. Он сказал, что они работают в одной авиакомпании и он должен был вести самолёт Oceanic 815. Значит, самолёт под водой не настоящий.
Наоми изучила досье спасателей и сказала, что они непригодны для миссии. Человек, который с ней разговаривал, её в этом переубедил. Этот человек приходил к Хёрли в психологическую клинику как адвокат Ошеаник.

### Остров
Группа Джека разговаривает с первым спасателем — Дэниелем Фарадеем. Он говорит, что они могут найти других по специальным передатчикам. Джек, Кейт и Дэниел Фарадей на берегу океана находят второго спасателя — Майлза. Он относится к ним с недоверием и требует показать тело Наоми. Увидев тело, Майлз понимает, что её убили не Кейт и Джек, а Джон Локк. Они начали искать Шарлотту — третьего спасателя. В этот момент их нашли Саид и Джульет. Джек потребовал у Даниеля и Майлза отдать им оружие. Группа Локка нашла Шарлотту первой. Она повисла на парашюте на деревьях над рекой. Она прыгнула в реку. Шарлотта сказала группе Локка, что хочет их спасти, но Джон поведал о своём нежелании покидать остров.
В это время Джек, Кейт, Джульет, Саид, Дэниел и Майлз замечают движение Шарлотты. Двигаясь к цели, они находят Винсента с маячком и понимают, что Шарлотту нашла группа Локка. Пилот Фрэнк пускает сигнальную ракету. Её замечают обе группы. Шарлотта говорит, что необходимо срочно идти туда, но Джон хочет, чтобы она шла с ними. В этот момент Бен стреляет в Шарлотту из пистолета, который украл у Карла. У Шарлотты под одеждой оказался бронежилет.
К Фрэнку пришла группа Джека. Фрэнк сказал, что посадил вертолёт недалеко. Саид осмотрел вертолёт и сказал, что тот сможет взлететь, но Фрэнк объяснил, что горючего осталось еле дотянуть до корабля, поэтому сильно нагружать его нельзя. Когда Джульет оказывала помощь Фрэнку, тот спросил, как её зовут. Она назвала себя. Фрэнк понял, что она местная, потому что он знал список пассажиров. Майлз бросился на неё, но Джек перегородил ему путь и потребовал объяснений. Майлз сказал, что они прибыли на остров не спасать выживших, а найти Бенджамина Лайнуса.
В этот момент Локк хотел убить Бена, но тот перечислил имена всех спасателей: Шарлотта Льюис, Дэниел Фарадей, Майлз Стром, Фрэнк Лапидус. На вопрос, откуда ему это известно, он отвечает, что на корабле спасателей его человек.